# 小牧昌平
小牧 昌平（こまき しょうへい、1953年5月12日 - ）は、日本のイラン研究者、上智大学教授。
鹿児島市生まれ。埼玉県蓮田市在住。専攻は18世紀中期から19世紀初頭のイランおよびアフガニスタンの政治史。